# Balin Dol
Balin Dol (en macédonien Балин Дол ; en albanais Balin Dolli) est un village du nord-ouest de la Macédoine du Nord, situé dans la municipalité de Gostivar. Le village comptait 2 501 habitants en 2002. Il est majoritairement albanais.

## Démographie
Lors du recensement de 2002, le village comptait :
- Albanais : 2 156
- Macédoniens : 337
- Bosniaques : 1
- Autres : 4